# Cataglyphis machmal
Cataglyphis machmal  (лат.) — вид муравьёв-бегунков рода Cataglyphis (Formicidae) из подсемейства Formicinae.
Редкий вид, включён в Красную книгу Армении.

## Распространение
Эндемик Армения (Котайкская область). Причиной включения в Красную книгу Армении стала деградация естественных экосистем и перевыпас скота.

## Описание
Мелкие формициновые муравьи-бегунки, длина тела от 5,8 до 11 мм. Голова и грудка красновато-коричневые, брюшко черновато-коричневое. Тело покрыто белыми и золотистыми волосками. Стебелёк между грудкой и брюшком состоит из одного членика петиолюса с небольшой чешуйкой, жало отсутствует, куколки крытые (в коконе). Муравейники почвенные. Питаются беспозвоночными и их мёртвыми телами.

## Систематика
Вид был впервые описан в 1991 году украинским мирмекологом Александром Г. Радченко (Киев) и армянским энтомологом Геворком Р. Аракеляном по материалам из Армении.